# 妓院
妓院又稱妓寨、娼館，是指娼妓提供服務的场所。

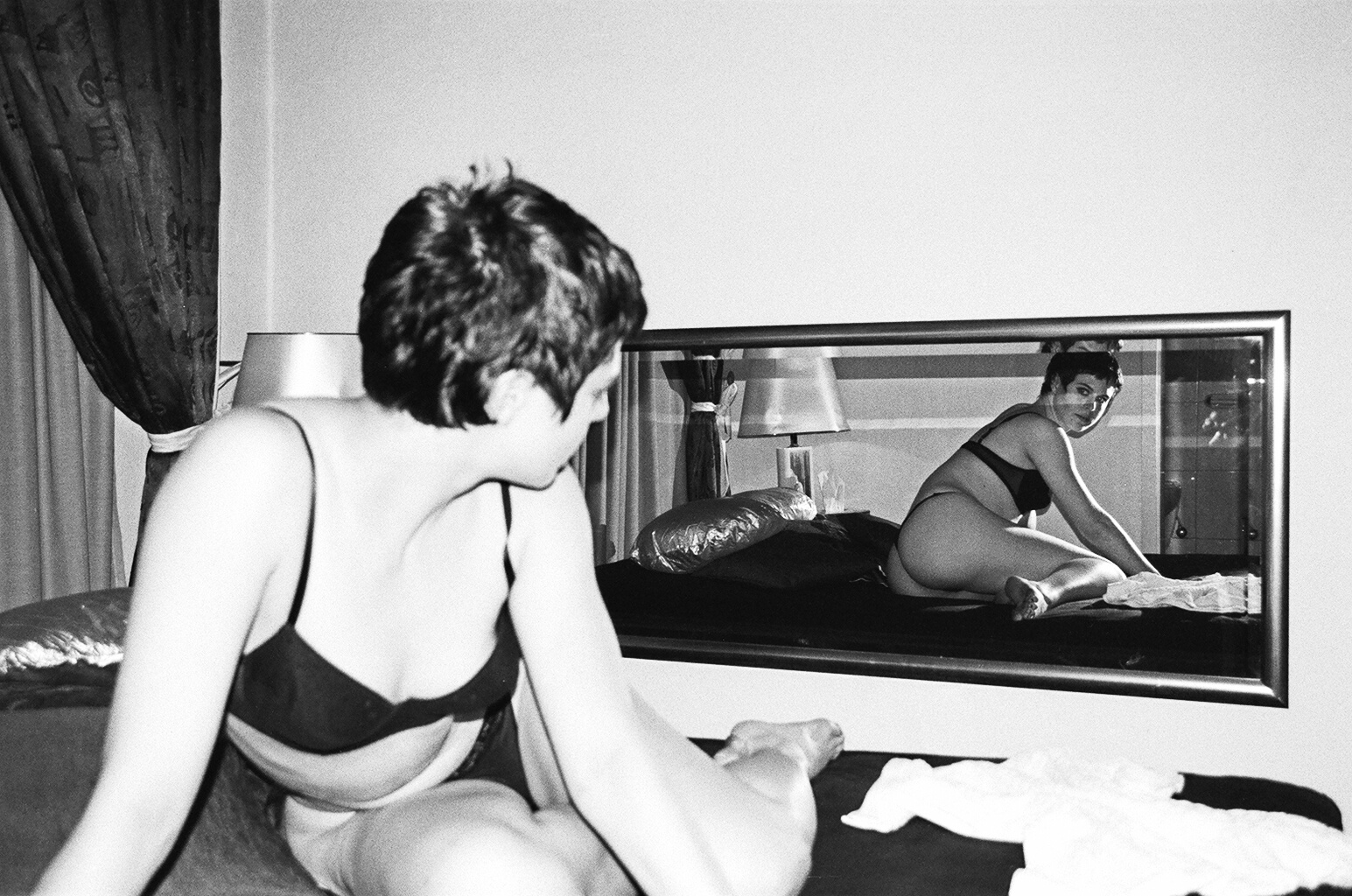

現代的娼妓是性工作者，故妓院也等同色情場所，又稱淫窟。妓院在營业时间内往往有一名或多名性工作者。妓院中性工作者为客人服务并以此获取金钱之行动称为性交易（即「賣淫」）。光顾妓院并付出金钱以换取性服务的人被称为嫖客、狎客、寻芳客。经常光顾某一家妓院或某一个性工作者的人称为常客或回头客。

## 傳統的妓院

### 中國
中國有提供妓女的妓院有多種類型，高級的妓院稱為青樓，其中「青樓」則是自唐宋開始，就用來指稱妓院；王仁裕《开元天宝遗事·风流薮泽》载：“长安有平康坊，妓女所居之地，京都侠少萃集于此，兼每年新进士以红牋名纸游谒其中，时人谓此坊为风流薮泽。”《唐摭言》卷三还记载郑合敬狀元及第後就跑去嫖妓：“郑合敬先辈及第后，宿平康里……”。在旧江南人们俗称妓院比较集中的地带为烟花巷或花柳巷，而旧北京人称之为“八大胡同”。
古代的妓女也分有很多种，有的不一定提供性服務，有些是賣藝不賣身的藝妓或歌妓。由於古代的妓院也是表演場地，因此原來是表演場地的勾欄和教坊也變成妓院的別稱。由於古代的妓女具有很高的藝術和文學水平，妓院也成為文人雅士社交和欣賞表演、吟詠詩詞的場所，有些妓女也成為客人的心靈伴侶，因此在古代很多光顧妓院的男性並不全是為了解決性慾。
窯子則是低級的妓院，妓女皆為賣身。
亦有一些提供孌童為男性提供性服務的妓院稱為相公堂子，這種場所提供的男妓稱為「相公」或「象姑」，有些會作女裝打扮，這類妓院通常有特別的符號讓人識別。
妓院的經營者或主持人稱為老鴇，女性又稱鴇母、虔婆、龜婆，男性又稱龜公。而在妓院裡從事雜役的男性則稱為龜奴。

### 日本
日本古代的其中一種妓院稱為水茶屋，裡面的女服務生稱為茶點女。近代日本对妓院则多了湯屋（日语里汤乃是热水的意思）或女郎屋的叫法，裡面的女服務生稱為湯女（日语：湯女／ゆな）、女郎（日语：女郎／じょろう）。遊女（日语：遊女／ゆうじょ）是既賣藝亦賣身的藝娼，高級遊女花魁的妓院稱為遊廓。艺妓的妓院稱為置屋，主要是出卖其技艺但也会与客人同饮酒水等，一般並不提供性服務。
只賣身的女性稱為卖春妇（日语：売春婦／ばいしゅんふ）。自明治天皇年间这些来自日本的妓院曾盛行于中国沿海省分和很多东南亚国家。
后来，日本在战争年代曾创始军中慰安所，在裡面的服務“日本军”的女性被稱為慰安妇，这是一个历史遗留下来的敏感问题和话题。

### 朝鮮
古代朝鮮的高級妓院稱為教坊，在教坊的妓女稱為妓生，她們有很高藝術和文化素養，而教坊也是士大夫和兩班貴族的社交場所，因此去教坊的人不一定是為了發洩性慾。

### 古希臘
古希臘是西方文明的发源地，亦包括性文化和性服務業。

## 現代的妓院
現代的妓院名目眾多，有的以娛樂場所（例如酒店、夜總會、按摩院等）為幌子，服務員除了提供陪酒、伴舞、按摩服務外，還會提供性服務（可以是性交或其他性服務如口交或手交），但不一定在場所內提供，亦不是所有在這些娛樂場所工作的服務員都會提供性服務。近年有些妓院亦有为男同性恋者或的女性服务的男妓。
一些把性交易合法化的國家有立法例规定任何在妓院裡需要使用避孕套进行安全性行为以防止各种性病的蔓延。

### 中國大陆
中華人民共和國明令禁止賣淫嫖娼行為，而且刑罰極高。在毛泽东时代，中国大陆地区沒有公開賣淫的妓院，性服务业表面上根除，但由於生活條件惡劣，民間娼妓問題依舊嚴重，妓院是绝对非法的，仍有貧窮的人去从事该行业。
邓小平等人开始改革开放以后，对各方面都进行了所谓放宽，卖淫嫖娼逐渐死灰复燃，地下秘密进行性服务的人也越来越多，民间的城中村、发廊、会所、KTV、歌舞廳、按摩院等都暗藏性服务业，一些旅館也有性服務提供，都变成了实际上的妓院。由于目前名义上这仍然是非法的，性服务业在中国大陆可能与有组织犯罪以及政府腐败有着密切联系。

### 香港
經營色情場所和操控性工作者在香港是違法的，因此出現了不少利用法律漏洞提供性服務的場所。
有些提供性工作者的場所會以娛樂場所的名義經營，一些桑拿浴室會提供色情按摩服務，但並非所有按摩員都會提供性服務，亦不是所有浴室都是色情場所。此外還有一些娛樂場所如夜總會、卡拉OK夜總會、色情酒吧的部分陪酒、伴舞、伴唱服務員（又稱舞女、舞小姐、陪酒小姐，正式職銜為公關）會提供性服務，這類服務員俗稱「木魚」（粵語俗稱性交為「扑野」，「扑」在粵語裡是「敲打」、「敲擊」的意思，木魚就是可以「扑」的），不提供性服務的則稱為「金魚」，但有些金魚亦容許客人撫摸。亦有提供男妓的夜總會和酒吧，俗稱「鴨店」（提供妓女的妓院則俗稱「雞竇」或「馬欖」），分為服務女客和服務男同性戀者兩種，這類場所一般不容許客人直接在場內性交易，但也有少數為求招徠顧客而容許，俗稱「就地正法」。
香港在1970年代亦曾出現過多以未成年少女提供性服務的魚蛋檔，沉寂多年後，於1990年代後期至2000年代初期又出現類似魚蛋檔的色情場所「色情網吧」，性工作者以「上網輔導員」的名義提供性服務，通常是讓客人撫摸，提供手淫、口交等服務，而這類網吧內的電腦首頁會設為色情網站，亦可播放色情電影「助興」。
此外還有一些直接提供性工作者於場所內性交易。其中一種是只有一名妓女賣淫的「一樓一鳳」的形式。「一樓一鳳」有时也稱為「一樓一」、「161」、「141」和「鳳樓」等等。另外還有馬檻、指壓中心等。除了一樓一鳳外，其他均是違法的。

### 臺灣
《中华民国刑法》第231条规定：“意圖使男女與他人為性交或猥褻之行為，而引誘、容留或媒介以營利者，處五年以下有期徒刑，得併科十萬元以下罰金。以詐術犯之者，亦同。”
2011年時，《社會秩序維護法》修正授權中華民國各縣市政府可依該法91-1條設立「性工作專區」（另見紅燈區），在專區內、業者可以申請執照並開設性交易服務，在專區內從事合法性交易，在專區外從事性交易則娼嫖皆罰。但至今為止仍未有縣市政府設立性工作專區。

### 泰国
在泰国，严格来说开妓院和卖淫都是不合法的，但是开澡堂与陪客人洗澡是合法的，于是浴室在旅游区曼谷、普吉、清迈、芭缇雅、合艾等地数不胜数，每天晚上大大的霓虹灯打开分外耀眼。裡面多数服务生也提供性服务。人客到达后可以先在楼下歌厅唱歌和听歌，到了想“洗把澡”的时候再上楼在落地式的玻璃回廊前（俗称“金鱼缸”）选择坐在玻璃后的某女子同浴即可。
由于泰国社会风气对性服务业特别宽松，加上女性地位低，不容易在國內找到收入較高的正當工作，很多女性會為了賺錢而當“陪浴女”（广东话俗称“冲凉妹”）趁年轻做几年起码可攒下二、三百万泰币开始自营小生意，甚至有為了供養無業丈夫及儿女而當娼的妻子。

### 日本
日本妓院類型眾多发，有提供非插入式性服务场所称为“风俗店”，此類場所的女性性工作者称为“风俗娘”。亦有陪侍夜總會，但並非所有陪侍員皆提供性服務。傳統的藝妓置屋至今依然存在，藝妓會去料亭提供服務，但不會提供性服務。
提供插入性性服務的妓院則是違法。

### 韩国
韩国的有一種性服务场所称为“颓废理髮所”（퇴폐이발소）或“按摩施術所”（안마시술소）。而自朝鮮日治時期開始，有妓生服務的傳統餐廳稱為料亭，也是妓院的一種，部份會提供性服務。

### 荷兰
荷兰政府在2000年合法化娼妓。荷兰的性產業發達，在阿姆斯特丹的红灯区开有不仅服务本国人，而且吸引大量外国观光客的橱窗妓院。但阿姆斯特丹的性产业仍然被视为等同于犯罪活动，红灯区仍然是人口贩卖调查的重点。此外，当地娼妓面临的处境堪忧。

### 德国
2002年德国性交易合法化。目前在德國，性服務業是合法的。德国性服务业年度规模高达160亿欧元，性工作者可以正当参保、交税。德国妓女的大部分来源为东欧，且妓院在德国的存在也造成了当地犯罪率的升高。

### 意大利

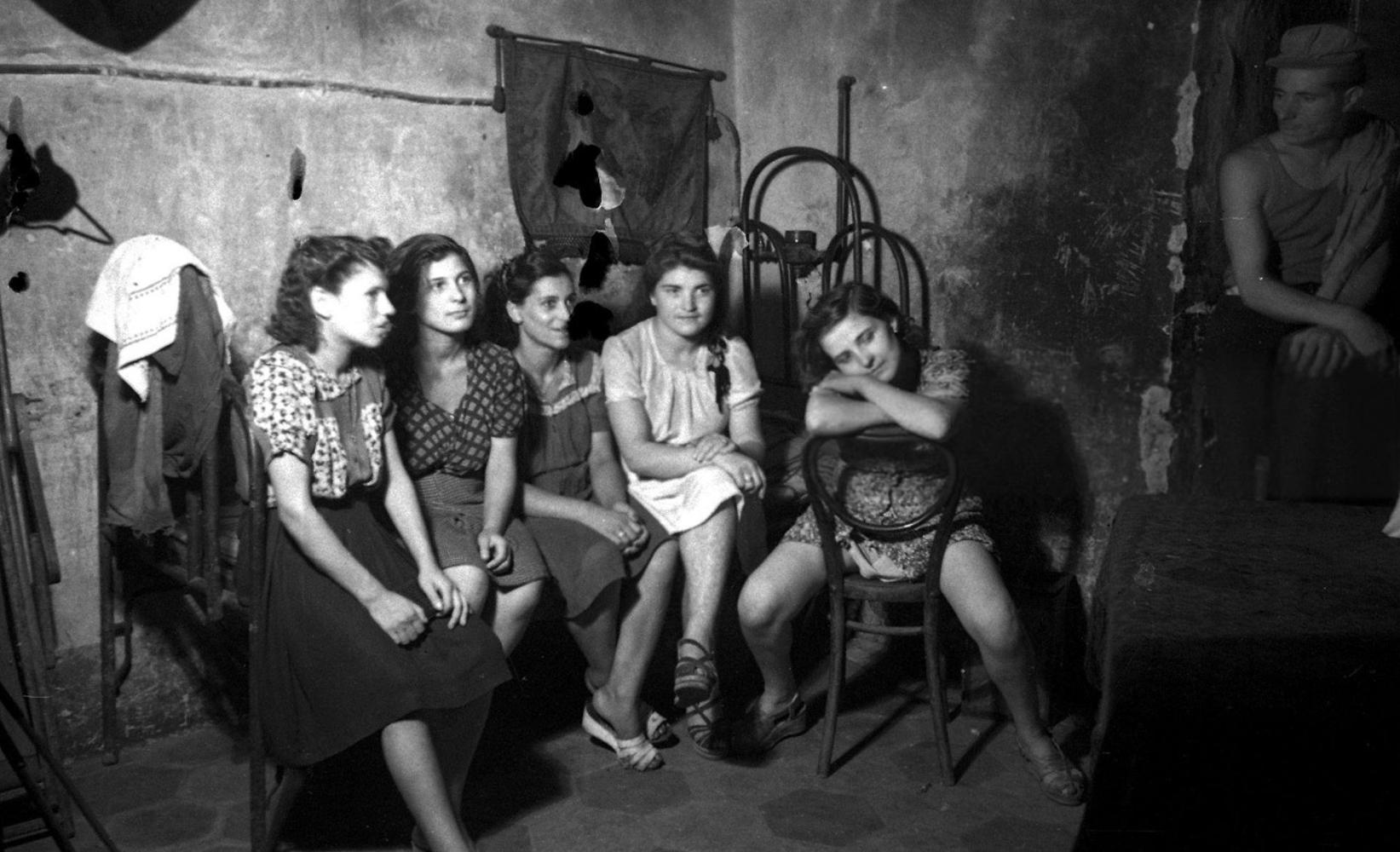
1945 年意大利那不勒斯一家妓院的内部——五名妓女正在等待顾客

意大利的卖淫（意大利语：prostituzione）是指通过性行为换取金钱的行为，是合法的。但有组织的卖淫，无论是在妓院内还是由第三方控制，都是被禁止的。妓院于1958年被禁止。合法的只有街头卖淫，即妓女在自己家中独立卖淫。这项法律被宣传为一项解放女性的平等措施，但尽管其初衷是赋予原本依赖皮条客的妓女更多权利，但它过去是，并且至今仍然是一个激烈争论的话题。

### 英国
卖淫在法律上被视为是不道德的行为。英格兰地区个人卖淫无罪，但聚众卖淫、有组织卖淫和经营妓院均属非法。威尔士和苏格兰地区同英格兰法律。

### 澳大利亚
在澳大利亚（即澳洲），法律规定色情行业不得开张于任何小、中学及大专院校旁五百米范围之内。在悉尼市、墨尔本市和布里斯班市有的妓院主要服务亚洲人，招聘来自亚洲的留学生任性工作者，开在赌场旁边以便豪客消遣。
2003年8月墨尔本市高档“每日星球妓院”（Daily Planet Brothel）以“每日星球娱乐公司”的名义在澳洲证券交易所上市，澳洲证券代码为DPL，後來改為PPN，营业范围是房地产的租赁业务。虽然该公司在2006年初由于每日股票交易额锐减被澳证勒令停牌，但是创造了妓院在西方国家的股票市场上市的先例。

### 新西蘭
目前在新西蘭，賣淫和開設娼館都是合法的，只要賣淫者年齡超過18歲即可。

### 马来西亚
在马来西亚，卖淫和买春都是犯法的，可是通常妓女和嫖客都很难被定罪。

### 菲律賓
性工作於菲律賓是不合法的行為，但是由於全國貪污猖獗，賣淫場所甚少被打壓。在菲律賓的天使城，主要顧客為克拉克基地的美國空軍，由於妓女缺乏避孕措施，導致當地出現大量美菲混血兒。
菲律賓一直在打擊那些在菲律賓開設網路妓院的外國人。

### 新加坡
在新加坡，持执照的妓院里的性交易是合法的，这些妓院位于政府指定的区域，性工作者必须持有健康证并强制接受定期体检。对嫖客进行招徕是非法的，无论是在街头或是网络。另外，合法妓院里只能提供妓女对男嫖客的服务，男性之间的服务是非法的。